# Мелроуз Фокс
Мелроуз Фокс (на английски: Melrose Foxxx) е артистичен псевдоним на американската порнографска актриса Donnika Aliclia Poindexter. През 2007 година дебютира като актриса в порнографската индустрия.

## Биография
Доника е родена на 22 януари 1983 година в Парамаунт, Калифорния.

## Награди и номинации
- 2011: Urban X награда – най-добър женски изпълнител на годината[1]
- 2011: Urban X награда – Best 2010 Film Release[1]